# Angelika Göhler
Angelika Göhler (née en 1987 à San Antonio) est une actrice chilienne.

## Biographie
Angelika est la fille d'un père allemand et d'une mère chilienne. Née à San Antonio, au Chili en 1987.
Elle est également la sœur d'Allison Göhler.

## Télévision
- 2011-présent : Directo al corazón au Bienvenidos (Canal 13) : plusieurs personnages